# Newcastle (Maine)
Newcastle es un pueblo ubicado en el condado de Lincoln en el estado estadounidense de Maine. En el Censo de 2010 tenía una población de 1.752 habitantes y una densidad poblacional de 20,77 personas por km².

## Geografía
Newcastle se encuentra ubicado en las coordenadas 44°3′8″N 69°34′3″O / 44.05222, -69.56750. Según la Oficina del Censo de los Estados Unidos, Newcastle tiene una superficie total de 84.35 km², de la cual 75.24 km² corresponden a tierra firme y (10.8%) 9.11 km² es agua.

## Demografía
Según el censo de 2010, había 1.752 personas residiendo en Newcastle. La densidad de población era de 20,77 hab./km². De los 1.752 habitantes, Newcastle estaba compuesto por el 97.77% blancos, el 0.11% eran afroamericanos, el 0.46% eran amerindios, el 0.34% eran asiáticos, el 0% eran isleños del Pacífico, el 0.11% eran de otras razas y el 1.2% pertenecían a dos o más razas. Del total de la población el 0.68% eran hispanos o latinos de cualquier raza.